# Стадницкий-Колендо, Вячеслав Иосифович
Вячеслав Иосифович Стадницкий-Колендо (1894 — после 1929) — участник Белого движения, подполковник Марковской артиллерийской бригады.

## Биография
Православный. Из потомственных дворян. Уроженец Гродненской губернии.
В 1912 году окончил Полоцкий кадетский корпус и поступил в Константиновское артиллерийское училище, по окончании которого 24 августа 1914 года был произведен в подпоручики, а 25 октября того же года переведен в 30-ю артиллерийскую бригаду, с которой и участвовал в Первой мировой войне. Был ранен и остался в строю в начале 1916 года. Произведен в поручики 16 февраля 1916 года, в штабс-капитаны — 21 августа 1916 года. Пожалован Георгиевским оружием
За то, что в бою 10 декабря 1916 года у д. Галбенуль, находясь на наблюдательном пункте в передовых цепях под сильным ружейным и артиллерийским огнем, обнаружил две гаубичные батареи противника, давал точные указания для корректирования стрельбы и тем заставил их замолчать и сверх сего огнем батареи остановил наступавшую пехоту противника, чем способствовал удержанию нашей позиции.
С началом Гражданской войны вступил в Добровольческую армию. Участвовал в 1-м Кубанском походе: в феврале—марте 1918 года — в 4-й батарее, затем в 1-й батарее. Во 2-м Кубанском походе — командир 5-го орудия 1-й батареи, с июля 1918 года — командир 3-го орудия 1-й батареи. Был ранен в бою у села Шаблиевка 12 июня 1918 года. С 21 ноября по 26 декабря 1918 года был командиром, а затем старшим офицером 3-й батареи. С 21 сентября 1919 года назначен был командиром 5-й батареи Марковской артиллерийской бригады, с апреля 1920 года — командиром 3-й батареи той же бригады, в каковой должности оставался до эвакуации Крыма. Произведен в подполковники в марте 1920 года. Галлиполиец. Награждён орденом Св. Николая Чудотворца.
Осенью 1925 года — в составе Марковского артиллерийского дивизиона в Польше. Погиб между 1929 и 1945 годом. По некоторым данным, служил в Русском корпусе.

## Награды
- Орден Святой Анны 3-й ст. с мечами и бантом (ВП 9.06.1915)
- Орден Святой Анны 4-й ст. с надписью «за храбрость» (ВП 29.08.1915)
- Орден Святого Станислава 2-й ст. «за отлично-усердную службу и труды, понесенные во время военных действий» (ВП 18.01.1916)
- Орден Святого Станислава 3-й ст. с мечами и бантом (ВП 30.01.1916)
- Георгиевское оружие (ПАФ 07.07.1917)
- Орден Святителя Николая Чудотворца (Приказ Главнокомандующего № 500, 31 октября 1921)